# ジョージ・プランタジネット (クラレンス公)
初代クラレンス公ジョージ・プランタジネット（George Plantagenet, 1st Duke of Clarence, 1449年10月21日 - 1478年2月18日）は、ヨーク家のヨーク公リチャード・プランタジネットの六男。1461年、兄エドワード4世のイングランド王位継承に貢献したことでクラレンス公に叙された。

## 生涯
エドワード4世の後見人ウォリック伯リチャード・ネヴィルは、エドワード4世がエリザベス・ウッドヴィルと密かに結婚したころから、外交政策をめぐりエドワード4世と対立するようになった。1469年7月11日、ウォリック伯は年長の娘イザベル・ネヴィルとジョージを結婚させてエドワード4世を牽制した。1470年、ウォリック伯はジョージを誘ってエドワード4世を討伐し、ヘンリー6世を復位させた。
政権を掌握したウォリック伯は、年少の娘アン・ネヴィルをヘンリー6世の世嗣エドワードに嫁がせてネヴィル家の安泰を図った。1471年、王座への道を絶たれたジョージは弟グロスター公リチャード（後のリチャード3世）の説得を受け入れ、3兄弟結束してウォリック伯を破って敗死させ、ヘンリー6世とエドワード王太子を殺害した。
1472年、王太子未亡人アン・ネヴィルが弟リチャードと結婚すると、ウォリック伯領の相続をめぐって兄弟は対立するようになった。妻イザベルが1476年に死んだことも災いして、ジョージはウォリック伯領の相続争いに敗れ、エドワード4世への反逆を疑われ、ロンドン塔に送られて処刑された。
シェイクスピアの「リチャード三世」では、自身の処刑方法への当人の希望でマームジー（Malmsey）ワインの酒樽で溺死したとされる。これはケルト人の伝説に則ってのものである。

## 子女
1469年7月11日、カレーのノートルダム教会でイザベル・ネヴィルと結婚し、以下の子女をもうけた。
- アン（1470年4月16日）- カレー沖の船上で生まれたが、死産もしくは生後すぐ死去し、カレーに埋葬された。
- マーガレット（1473年 - 1541年） - サー・リチャード・ポールと結婚
- エドワード（1475年 - 1499年） - ウォリック伯
- リチャード（1476年10月6日 - 1477年1月1日） - テュークスベリ・アビーで生まれ、ウォリック城で死去。ウォリック城そばのウォリック教会に埋葬された。